# Astrofilina
La astrofilina es un alcaloide aislado de Astrocasia phyllanthoides (Euphorbiaceae). [α]20D = +27 (c, 0.35 en EtOH).